# Verticillium menisporoides
Verticillium menisporoides är en svampart som beskrevs av Petch 1948. Verticillium menisporoides ingår i släktet Verticillium och familjen Plectosphaerellaceae.   Inga underarter finns listade i Catalogue of Life.